# 阿密特首次世界巡迴演唱會
阿密特首次世界巡迴演唱會，是臺灣女歌手張惠妹第五次大型個人巡迴演唱會。在台灣舉辦3場「阿密特世界巡迴演唱會」，成為首位連續在台北及高雄巨蛋開唱的歌手，不僅3場一票難求，也吸引中、港、台超過百位娛樂圈名人朝聖，號召力驚人更被媒體譽為演唱會現場的星光足以媲美一場大型頒獎典禮的星光大道。此次巡迴全程參與人數約30萬人。

## 巡演場次
| 場次 | 日期           | 國家／地區 | 城市             | 場館               | 備註   |
| ---- | -------------- | ---------- | ---------------- | ------------------ | ------ |
| 1    | 2009年11月28日 | 中国大陆   | 廣東省佛山市     | 佛山嶺南明珠體育館 | [ 6 ]  |
| 2    | 2009年12月5日  | 中国大陆   | 廣東省廣州市     | 廣州體育館         | [ 7 ]  |
| 3    | 2009年12月12日 | 中国大陆   | 上海市           | 上海大舞台         | [ 8 ]  |
| 4    | 2009年12月16日 | 澳門       | 澳門特別行政區   | 金光綜藝館         | [ 9 ]  |
| 5    | 2009年12月19日 | 中国大陆   | 北京市           | 首都體育館         | [ 10 ] |
| 6    | 2010年1月9日   | 中国大陆   | 福建省泉州市     | 海峽體育中心體育館 | [ 11 ] |
| 7    | 2010年1月29日  | 新加坡     | 新加坡           | 新加坡室內體育館   | [ 12 ] |
| 8    | 2010年1月30日  | 新加坡     | 新加坡           | 新加坡室內體育館   | [ 12 ] |
| 9    | 2010年3月5日   | 香港       | 香港特別行政區   | 紅磡體育館         | [ 13 ] |
| 10   | 2010年3月19日  | 臺灣       | 台北市           | 台北小巨蛋         | [ 14 ] |
| 11   | 2010年3月20日  | 臺灣       | 台北市           | 台北小巨蛋         | [ 14 ] |
| 12   | 2010年3月27日  | 臺灣       | 高雄市           | 高雄巨蛋           | [ 15 ] |
| 13   | 2010年4月18日  | 日本       | 東京都           | 赤坂BLITZ          | [ 16 ] |
| 14   | 2010年4月24日  | 马来西亚   | 吉隆坡聯邦直轄區 | 亞通體育館         | [ 17 ] |
| 15   | 2010年12月3日  | 马来西亚   | 彭亨州文冬縣     | 雲頂雲星劇場       | [ 18 ] |
| 16   | 2010年12月4日  | 马来西亚   | 彭亨州文冬縣     | 雲頂雲星劇場       | [ 18 ] |

## 曲目列表
1. 阿密特
2. 當我開始偷偷地想你
3. 衝動
4. 薇多莉亞的秘密
5. 分生
6. 你好不好／Open Your Eyes
7. 水藍色眼淚
8. 相愛後動物感傷
9. 卡農
10. 公主徹夜未眠
11. 不要亂說
12. 永遠的快樂
13. 將愛
14. 黑吃黑
15. 我可以抱你嗎
16. 趁早
17. 哭不出來
18. 靈魂的重量
19. 掉了
20. 寂寞保齡球
21. Come Together
22. So Good
23. 發生什麼事／Bad Boy
24. 發燒
25. 瞬間
26. 火
27. 好膽你就來
28. 夢中作憨人
29. 彩虹
30. 愛，永遠不會消失
31. 因為有我
32. OK
33. 三天三夜
34. 開門見山

## 嘉賓
- 2010年3月19日台北場次嘉賓：徐熙娣；表演歌曲：《我無所謂》